# Зборовские
Зборовские — польский дворянский род герба Ястржембец.
Наиболее известные представители этого рода: Мартин, Ян, Анджей, Самуил, Александр, Христофор Зборовские. Фёдор Данилович Зборовский стольник (1686-1692).
Другая линия Зборовских угасла в 1728. Имелись также линии Зборовских, существующих как в Австрии, так и в России; последние были внесены в I часть родословных книг Ковенской и Минской губерний, а также в VI часть родословной книги Подольской губернии.

## Описание герба
В голубом поле золотая подкова, обращённая шипами вверх, в середине её серебряный крест, а над шлемом и короною смотрящий вправо ястреб, с привязанными к лапе бубенчиками, держит такую же подкову (польский герб Ястржембец).